# Mounir Fatmi
Mounir Fatmi (1970 Tanger) je marocký umělec známý svými videi, instalacemi a kolážemi. Je aktivní od 90. let 20. století. Žije střídavě ve Francii a Maroku.

## Život a kariéra
Jeho díla jsou prezantována v muzeích, galeriích a festivalech v Evropě, Spojených státech amerických, Africe a Asii. Účastnil se několika bienále současného umění, včetně 52., 54. a 57. bienále v Benátkách, 5. a 7. bienále Dakaru, 10. bienále v Lyonu a 7. bienále architektury v Šen-čenu.

## Ocenění a uznání
- 2006 l'Uriôt Prize de l'Académie royale des beaux-arts d'Amsterdam
- 2006 Grand Prix Léopold Sédar Senghor de la Biennale de Dakar
- 2010 Prix de la Biennale du Caire

### Umělecké galerie
- Ceysson&Benetiere
- Art Front Gallery
- Goodman Gallery
- Jane Lombard Gallery
- Shoshana Wayne
- Galerie Conrads
- Analix Forever
- Officine dell’Immagine